# Keaton Parks
Keaton Alexander Parks (* 6. August 1997 in Plano, Texas) ist ein US-amerikanischer Fußballspieler auf der Position eines Mittelfeldspielers. Seit 2017 steht er im Profiaufgebot von Benfica Lissabon mit Spielbetrieb in der Primeira Liga, der höchsten portugiesischen Fußballliga. Des Weiteren kommt er auch für die B-Mannschaft in der zweitklassigen Segunda Liga zum Einsatz und debütierte 2018 für die A-Nationalmannschaft seines Heimatlandes.

## Vereinskarriere

### Karrierebeginn in der Heimat
Keaton Parks wurde am 6. August 1997 in der Stadt Plano, einem Vorort von Dallas, im US-Bundesstaat Texas geboren und begann seine Karriere als Fußballspieler im eigenen Garten, ehe er sich bei Schulmannschaften etablierte. Sein Weg führte ihn unter anderem an die Liberty High School im wenige Kilometer nördlich gelegenen Frisco, an der er drei Jahre lang aktiv war. Nach drei erfolgreichen Spielzeiten an der High School hatte er bereits dem Fußballprogramm der Sportabteilung der Southern Methodist University seine mündliche Zusage gegeben, schloss sich dann jedoch dem NPSL-Franchise Liverpool Warriors an. Für den zum FC Liverpool gehörenden und von diesem gesponserten Franchise aus dem Dallas-Fort-Worth-Metroplex kam er vorwiegend im Nachwuchsbereich zum Einsatz. Unter dem ehemaligen venezolanischen Internationalen und Legionär in Portugal Armando Pelaez, bei dem er bereits als Achtjähriger aktiv war und dem er fortan von Station zu Station folgte, nahm er unter anderem im Sommer 2015 bei einem Nachwuchsturnier in der portugiesischen Stadt Póvoa de Varzim teil. Bereits davor hatte ihn sein Trainer zu Probetrainings bei portugiesischen Klubs wie Benfica Lissabon, Sporting Braga oder Sporting Lissabon vermittelt. Beim Turnier fiel er durch seine Leistungen auf und wurde vom lokalen Klub, dem Zweitligisten Varzim SC, gescoutet und in weiterer Folge unter Vertrag genommen. Dadurch wurde auch seine mündliche Zusage an die Southern Methodist University gegenstandslos.

### Wechsel nach Portugal
In der Spielzeit 2015/16 kam Parks daraufhin vorwiegend im vereinseigenen Nachwuchs für die U-19 zum Einsatz, debütierte allerdings auch im Herrenfußball, als er es zu vier Ligaeinsätzen für die B-Mannschaft des Klubs in der Campeonato de Portugal, der dritthöchsten portugiesischen Fußballliga, brachte. 2016/17 stieg er in den Profikader auf und saß eine Woche nach seinem 19. Geburtstag erstmals in einem Pflichtspiel der Profis auf der Ersatzbank, kam zu diesem Zeitpunkt jedoch noch nicht zum Einsatz. Am 4. September 2016 gab der vorwiegend als defensiver Mittelfeldspieler eingesetzte US-Amerikaner sein Profidebüt, als er bei der 0:2-Heimniederlage gegen Desportivo Aves von Trainer Armando Evangelista in der 83. Spielminute für den Brasilianer Diego Barcelos auf den Rasen geschickt wurde. Nachdem er in weiterer Folge abwechselnd ohne Einsatz auf der Ersatzbank saß bzw. gar nicht erst dem Profiaufgebot angehörte, fungierte er ab dem 23. Oktober 2016, als João Eusébio das Traineramt übernahm, als Stammkraft im Mittelfeld und wurde nahezu ausschließlich von Beginn an eingesetzt. Unter Eusébio kam Parks bis zum Jahresende in neun aufeinanderfolgenden Ligaspielen zum Einsatz und steuerte in den beiden letzten Partien vor dem Ende des Jahres jeweils einen Treffer bei.
Dabei variierten seine Positionen im Mittelfeld, sodass er auf nahezu allen Positionen eingesetzt wurde. Durch seine Leistung verhalf er seiner Mannschaft von den hinteren Tabellenplätzen in die erste Tabellenhälfte. Hinzu kamen noch ein Einsatz in der Taça de Portugal 2016/17 sowie zwei Auftritte in der Taça da Liga 2016/17. Nachdem er am 4. Januar 2017 noch in einem Ligapokalspiel uneingesetzt auf der Ersatzbank saß, wurde er danach bis zum Saisonende nicht mehr weiter im Profiteam eingesetzt und gehörte auch nicht mehr dem Profikader an. Grund waren Vertragsstreitigkeiten, aufgrund derer er rund sieben Monate an keinem weiteren Spiel mehr teilnehmen durfte, wobei der Fall vor dem Internationalen Sportgerichtshof in Lausanne landete und in weiterer Folge zugunsten des US-Amerikaners endete.

### Transfer zu Benfica Lissabon
Die Spielzeit 2016/17 in der dicht gestaffelten Tabelle auf dem neunten Platz, drei Punkte hinter dem Drittplatzierten, beendend, wurde Parks zu diesem Zeitpunkt von portugiesischen Erstligisten und internationalen Vereinen umworben. Darunter waren unter anderem AS Monaco, OSC Lille, Leicester City, Borussia Mönchengladbach oder diverse portugiesische Klubs wie der Portimonense SC, zu dem portugiesische Medien bereits einen Wechsel bekanntgaben, der jedoch nicht zustande kam, was zu weiteren Streitigkeiten mit der Vereinsführung führte. Am 25. Juli 2017 wurde sein ablösefreier Wechsel zum amtierenden portugiesischen Meister Benfica Lissabon bekanntgegeben, bei dem er fortan in der B-Mannschaft Spielpraxis sammeln sollte. Der Wechsel war bereits in Winter fixiert worden, konnte aber aufgrund der Vertragsstreitigkeiten nicht vollzogen werden, weshalb es erst im darauffolgenden Sommer zum offiziellen Transfer kam. Bei Benfica Lissabon B kam er im Verlauf der LigaPro 2017/18 in 29 von 38 möglich gewesenen Ligapartien in der portugiesischen Zweitklassigkeit zum Einsatz, erzielte dabei sieben Tore und machte sechs Torvorlagen für seine Teamkollegen. Im Endklassement rangierte die Mannschaft auf dem 13. Tabellenplatz.
Bereits nach der ersten Saisonhälfte fand er den Weg in die Profimannschaft und absolvierte am 18. November 2017 sein Pflichtspieldebüt, als er beim 2:0-Heimsieg über Vitória Setúbal im Viertrundenspiel der Taça de Portugal 2017/18 in der 71. Minute für Pizzi eingesetzt wurde. Danach wurde der Texaner von Trainer Rui Vitória auch im Ligabetrieb auf die Ersatzbank der Profimannschaft geholt und nach zwei Partien ohne Einsatz am 17. Dezember 2017 beim 5:1-Auswärtssieg über den CD Tondela ab der 84. Spielminute für André Almeida eingewechselt. Bereits wenige Tage zuvor hatte Parks einen neuen Vertrag mit einer Laufzeit bis 30. Juni 2022 beim portugiesischen Topklub unterfertigt. Drei Tage nach seinem Erstligadebüt kam er auch in einem Spiel der Taça da Liga 2017/18 zum Einsatz. Im weiteren Verlauf der Primeira Liga 2017/18 kam Parks bis Saisonende in drei weiteren Ligapartien zum Einsatz und saß in einigen weiteren Spielen uneingesetzt auf der Ersatzbank. Die Saison beendete die Mannschaft mit sieben Punkten Rückstand auf den FC Porto auf dem zweiten Tabellenplatz, durch den sich das Team für die 3. Qualifikationsrunde zur UEFA Champions League 2018/19 qualifizierte.

## Nationalmannschaftskarriere
Erste Erfahrungen in einer Nationalmannschaft der United States Soccer Federation sammelte Parks erst im Jahre 2017, als er im April 2017 von Tab Ramos zur Vorbereitung auf die U-20-Weltmeisterschaft zu einem Trainingscamp der U-20-Auswahl in London beordert wurde. Über Einsätze von Parks, der zu diesem Zeitpunkt gerade mit seinem portugiesischen Arbeitgeber im Streit lag, ist nichts bekannt. Unter Dave Sarachan schaffte Parks im Mai 2018 den Sprung in die US-amerikanische A-Nationalmannschaft und war Mitglied einer jungen 22-köpfigen Auswahl, die sich auf ein freundschaftliches Länderspiel gegen Bolivien vorbereitete. Beim 3:0-Sieg über Bolivien debütierte er am 28. Mai 2018, als er in der 62. Spielminute für Routinier Joe Corona auf den Rasen kam. Unter Nationaltrainer Dave Sarachan kamen an diesem Abend sechs Spieler zu ihrem A-Team-Debüt. Für zwei weitere Freundschaftsspiele gegen Irland und Frankreich nominierte ihn Sarachan am nachfolgenden Tag abermals in ein 25-köpfiges Aufgebot. In den beiden Partien kam Parks jedoch nicht zum Einsatz.